# 渚駅 (長野県)
渚駅（なぎさえき）は、長野県松本市渚三丁目にあるアルピコ交通上高地線の駅である。駅番号はAK-03。

## 歴史
- 1922年（大正11年）
  - 5月3日：筑摩鉄道の西松本駅（初代）として開業[2]。
  - 10月31日：筑摩電気鉄道に社名変更。
- 1927年（昭和2年）5月1日?：渚駅に改称[2]。
- 1932年（昭和7年）12月2日：松本電気鉄道に社名変更。
- 1963年（昭和38年）1月：渚停車場を渚停留所に変更[3]。
- 2011年（平成23年）4月1日：アルピコ交通に社名変更。
- 2012年（平成24年）9月7日：駅名標を同社女性社員が描いた上高地線イメージキャラクター「渕東なぎさ」をデザインしたものに変更[4]。
- 2021年（令和3年）
  - 3月30日：アルピコ交通創立100＋1周年を記念して駅名標を渕東なぎさがデフォルメ化したデザインに変更
  - 8月15日：西松本駅 - 当駅間にある田川橋梁が大雨で被災運休となる。
  - 8月16日：松本駅 - 新村駅間で代行バス運行を実施。当駅の代行バス乗り場は南へ約500mにある山形線の両島口バス停だった[5]。
  - 10月8日：当駅 - 新島々駅間で列車の運転を再開。これに伴い代行バスの乗継点が当駅近くにある企業の敷地内に変更され、松本駅 - 渚駅間にて代行輸送を実施[6]。誘導員の配置はあったものの駅員は置かれなかった。
- 2022年（令和4年）6月10日：松本駅 - 当駅間の列車運転再開に伴いバス代行輸送を終了[7]。

## 駅構造

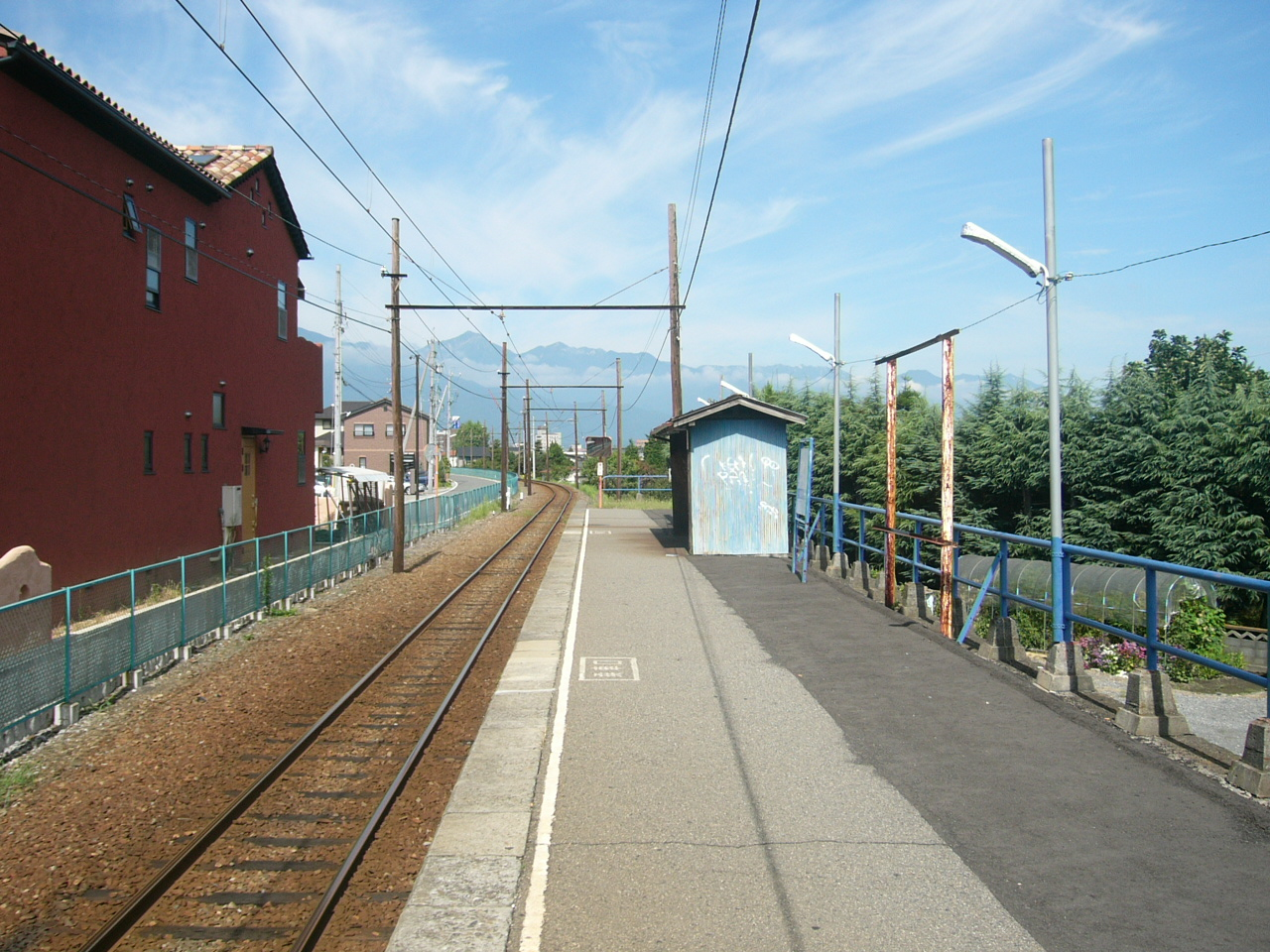
ホーム（2006年9月）

単式ホーム1面1線を有する地上駅。ホーム上に待合室があるだけの無人駅である。待合室は木造で老朽化のため一度現在のような建物に改築されている。東側のみにある出入り口からホーム上にかけて駐輪場がありそのうち屋根があるのは部分的に限られている。上高地線のマスコットキャラクター渕東なぎさがデザインされた駅名板などがある。
かつては貨物ヤードがあったものの、2024年時点では既に住宅分譲地などになっている。

## 利用状況
「松本市統計書」によると、1日平均の乗車人員は以下の通りである。
| 乗車人員推移 | 乗車人員推移 |
| 年度         | 1日平均人数  |
| ------------ | ------------ |
| 2009         | 68           |
| 2010         | 60           |
| 2011         | 63           |
| 2012         | 66           |
| 2013         | 74           |
| 2014         | 71           |
| 2015         | 74           |
| 2016         | 77           |
| 2017         | 66           |

## 駅周辺
- 松本渚郵便局
- 松本広域消防局 渚消防署
- なぎさライフサイト - 複合商業施設
  - ツルヤ松本なぎさ店
  - エディオン松本なぎさ店
- 松本警察署[1]
- 渚大神社
- 国道19号
- 国道158号
- 松本市両島浄化センター
- 松本電鉄バス「両島口」停留所[注釈 1] - 南に約500m

## その他
- 上高地線のイメージキャラクター「渕東なぎさ」の名前は、この駅と渕東駅から採られている。

## 隣の駅
アルピコ交通
■上高地線
西松本駅（AK-02） - 渚駅（AK-03） - 信濃荒井駅（AK-04）